# (20692) 1999 VX73
1999 في أكس 73 (ويعرف أيضًا باسم (20692) 1999 في أكس 73 وفق تسمية الكوكب الصغير) (بالإنجليزية: 1999 VX73)‏ هو كويكب ضمن حزام الكويكبات؛ وترتيبه 20692 من حيث الاكتشاف.
اكتُشف هذا الجُرم الفلكي بواسطة سبيس واتش في 1 نوفمبر 1999.

## وصلات خارجية
- (20692) 1999 VX73 في قاعدة بيانات مختبر الدفع النفاث لأجرام النظام الشمسي الصغيرة

- الاكتشاف · مخطط المدار ·  العناصر المدارية · المعلمات المادية

- (20692) 1999 VX73 على موقع ويكي سكاي: DSS2, SDSS, GALEX, IRAS, Hydrogen α, X-Ray, Astrophoto, Sky Map, Articles and images